# S:t Michaelsorden
S:t Michaelsorden var ett svenskt katolskt ordenssällskap grundat 29 september 1959 i Stockholm av advokaten Ulf Hamacher. Orden hade sina rötter i Sveriges Nationella Förbund, och man närvarade bland annat på general Francos dödsmässa i Stockholm 1975. När Kristen demokratisk samling bildades 1964 försökte medlemmar från S:t Michaelsorden och SNF, däribland Werner Öhrn och Per Lennart Aae, infiltrera det nybildade partiet. Orden var aktiv åtminstone till mitten av 1980-talet, och dess siste stormästare Thore Loohufvud avled den 23 september 1989.